# Europejska Nagroda Muzyczna MTV World Stage Live Performance
Europejska Nagroda Muzyczna MTV - World Stage Live Performance - nagroda przyznawana przez redakcję MTV Europe podczas corocznego rozdania MTV Europe Music Awards. Nagrodę World Stage Live Performance po raz pierwszy przyznano w 2009 r. O zwycięstwie decydują widzowie za pomocą głosowania internetowego i telefonicznego (smsowego).

## Nominowani i zwycięzcy

### 2009
- Linkin Park
  - Coldplay
  - Kid Rock
  - Kings of Leon
  - Lady Gaga

### 2010
- Tokio Hotel
  - 30 Seconds to Mars
  - Gorillaz
  - Green Day
  - Katy Perry
  - Muse

### 2011
- 30 Seconds to Mars
  - The Black Eyed Peas
  - Enrique Iglesias
  - Kings of Leon
  - Linkin Park
  - Ozzy Osbourne
  - Snoop Dogg
  - Diddy
  - My Chemical Romance
  - Arcade Fire